# Tercera División de España 1961-62
La temporada 1961–62 de la Tercera División de España de fútbol corresponde a la 25ª edición del campeonato y se disputó entre el 10 de septiembre de 1961 y el 5 de junio de 1962.

## Sistema de competición
La Tercera División de España 1961-62 fue organizada por la Federación Española de Fútbol (RFEF).
El campeonato contó con la participación de 225 clubes divididos en catorce grupos, uno de ellos (el balear) dividido en dos subrgrupos. La competición siguió un sistema de liga, de modo que los equipos de cada grupo se enfrentaron entre sí, todos contra todos en dos ocasiones -una en campo propio y otra en campo contrario- sumando un total de treinta jornadas. El orden de los encuentros se decidió por sorteo antes de empezar la competición.
Se estableció una clasificación con arreglo a los puntos obtenidos en cada enfrentamiento, a razón de dos por partido ganado, uno por empatado y ninguno en caso de derrota. En caso de empate a puntos entre dos o más clubes en la clasificación, se tuvo en cuenta el mayor cociente de goles. 
Los primeros clasificados de cada grupo disputaron la Fase de Ascenso en sistema de eliminatorias a doble partido a partir de octavos de final. Los cuatro vencedores de los cuartos de final ascendieron a Segunda División.
Los segundos clasificados de cada grupo disputaron la Promoción de Ascenso en sistema de eliminatorias a doble partido a partir de octavos de final. Los cuatro vencedores de los cuartos de final se enfrentaron en otra eliminatoria a los decimoterceros y decimocuartos clasificados de los dos grupos de Segunda División para decidir ascenso o permanencia según el caso.
En todos los grupos hubo descensos directos a categoría regional.

## Clasificaciones

### Grupo I
| Pos. | Equipo                | Pts. | PJ | G  | E | P  | GF | GC  | Dif. | Clasificación                                            |
| ---- | --------------------- | ---- | -- | -- | - | -- | -- | --- | ---- | -------------------------------------------------------- |
| 1    | C. D. Lugo            | 48   | 30 | 23 | 2 | 5  | 88 | 24  | +64  | Acceso a Promoción de ascenso para campeones de grupo    |
| 2    | Club Ferrol           | 42   | 30 | 19 | 4 | 7  | 74 | 27  | +47  | Acceso a Promoción de ascenso para subcampeones de grupo |
| 3    | Arosa S. C.           | 37   | 30 | 16 | 5 | 9  | 65 | 49  | +16  |                                                          |
| 4    | Club Lemos            | 36   | 30 | 16 | 4 | 10 | 48 | 46  | +2   |                                                          |
| 5    | A. D. Couto           | 33   | 30 | 16 | 1 | 13 | 63 | 47  | +16  |                                                          |
| 6    | Arsenal C. F.         | 33   | 30 | 14 | 5 | 11 | 50 | 38  | +12  |                                                          |
| 7    | Turista S. C.         | 31   | 30 | 13 | 5 | 12 | 56 | 55  | +1   |                                                          |
| 8    | Fabril S. D.          | 29   | 30 | 13 | 3 | 14 | 54 | 44  | +10  |                                                          |
| 9    | Vivero C. F.          | 28   | 30 | 11 | 6 | 13 | 39 | 46  | −7   |                                                          |
| 10   | Alondras C. F.        | 27   | 30 | 10 | 7 | 13 | 41 | 54  | −13  |                                                          |
| 11   | Corujo C. F.          | 27   | 30 | 9  | 9 | 12 | 46 | 47  | −1   |                                                          |
| 12   | Club Zeltia Deportivo | 27   | 30 | 11 | 5 | 14 | 50 | 52  | −2   |                                                          |
| 13   | Club Gran Peña        | 26   | 30 | 10 | 6 | 14 | 44 | 53  | −9   |                                                          |
| 14   | Marín C. F.           | 25   | 30 | 10 | 5 | 15 | 41 | 67  | −26  |                                                          |
| 15   | C. D. Choco (D)       | 24   | 30 | 10 | 4 | 16 | 51 | 63  | −12  | Descenso a Categoría Regional                            |
| 16   | Club Santiago (D)     | 2    | 30 | 1  | 5 | 24 | 30 | 128 | −98  | Descenso a Categoría Regional                            |

 Fuente: Fútbol Regional
Notas:
1. ↑  El Club Santiago tuvo cinco puntos menos por sanción federativa

### Grupo II
| Pos. | Equipo                  | Pts. | PJ | G  | E  | P  | GF  | GC | Dif. | Clasificación                                            |
| ---- | ----------------------- | ---- | -- | -- | -- | -- | --- | -- | ---- | -------------------------------------------------------- |
| 1    | U. P. Langreo           | 51   | 30 | 25 | 1  | 4  | 108 | 28 | +80  | Acceso a Promoción de ascenso para campeones de grupo    |
| 2    | Real Avilés C. F.       | 43   | 30 | 18 | 7  | 5  | 82  | 35 | +47  | Acceso a Promoción de ascenso para subcampeones de grupo |
| 3    | Caudal Deportivo        | 42   | 30 | 16 | 10 | 4  | 57  | 28 | +29  |                                                          |
| 4    | C. D. Turón             | 33   | 30 | 12 | 9  | 9  | 52  | 46 | +6   |                                                          |
| 5    | Pelayo C. F.            | 32   | 30 | 13 | 6  | 11 | 50  | 55 | −5   |                                                          |
| 6    | C. D. Llaranes          | 32   | 30 | 12 | 8  | 10 | 53  | 56 | −3   |                                                          |
| 7    | U. D. El Entrego        | 32   | 30 | 15 | 2  | 13 | 65  | 64 | +1   |                                                          |
| 8    | Club Calzada            | 32   | 30 | 12 | 8  | 10 | 57  | 48 | +9   |                                                          |
| 9    | Club Siero              | 31   | 30 | 11 | 9  | 10 | 41  | 36 | +5   |                                                          |
| 10   | Santiago de Aller C. F. | 30   | 30 | 13 | 4  | 13 | 48  | 36 | +12  |                                                          |
| 11   | Candás C. F.            | 30   | 30 | 14 | 2  | 14 | 40  | 57 | −17  |                                                          |
| 12   | Luarca C. F.            | 29   | 30 | 12 | 5  | 13 | 51  | 47 | +4   |                                                          |
| 13   | C. D. San Martín        | 26   | 30 | 10 | 6  | 14 | 42  | 55 | −13  |                                                          |
| 14   | Recreativo Arnao (D)    | 20   | 30 | 8  | 4  | 18 | 38  | 62 | −24  | Descenso a Categoría Regional                            |
| 15   | S. D. Lenense (D)       | 7    | 30 | 3  | 5  | 22 | 21  | 81 | −60  | Descenso a Categoría Regional                            |
| 16   | Real Titánico (D)       | 6    | 30 | 1  | 4  | 25 | 18  | 99 | −81  | Descenso a Categoría Regional                            |

 Fuente: Fútbol Regional

### Grupo III
| Pos. | Equipo                       | Pts. | PJ | G  | E  | P  | GF | GC | Dif. | Clasificación                                            |
| ---- | ---------------------------- | ---- | -- | -- | -- | -- | -- | -- | ---- | -------------------------------------------------------- |
| 1    | Gimnástica de Torrelavega    | 43   | 30 | 18 | 7  | 5  | 62 | 26 | +36  | Acceso a Promoción de ascenso para campeones de grupo    |
| 2    | C. D. Galdácano              | 43   | 30 | 18 | 7  | 5  | 62 | 27 | +35  | Acceso a Promoción de ascenso para subcampeones de grupo |
| 3    | Arenas Club                  | 40   | 30 | 19 | 2  | 9  | 52 | 26 | +26  |                                                          |
| 4    | S. D. Rayo Cantabria         | 38   | 30 | 17 | 4  | 9  | 75 | 47 | +28  |                                                          |
| 5    | Club Sestao                  | 37   | 30 | 13 | 11 | 6  | 54 | 32 | +22  |                                                          |
| 6    | C. D. Guecho                 | 33   | 30 | 11 | 11 | 8  | 63 | 50 | +13  |                                                          |
| 7    | C. D. Larramendi             | 30   | 30 | 11 | 8  | 11 | 44 | 51 | −7   |                                                          |
| 8    | Club Erandio                 | 27   | 30 | 12 | 3  | 15 | 58 | 58 | 0    |                                                          |
| 9    | C. D. Baracaldo Altos Hornos | 26   | 30 | 11 | 4  | 15 | 53 | 45 | +8   |                                                          |
| 10   | C. D. Laredo                 | 26   | 30 | 9  | 8  | 13 | 35 | 52 | −17  |                                                          |
| 11   | Santoña C. F.                | 26   | 30 | 9  | 8  | 13 | 33 | 55 | −22  |                                                          |
| 12   | C. D. Santurce               | 25   | 30 | 8  | 9  | 13 | 33 | 54 | −21  |                                                          |
| 13   | Cultural Guarnizo            | 24   | 30 | 8  | 8  | 14 | 38 | 71 | −33  |                                                          |
| 14   | S. D. Deusto-Universidad     | 22   | 30 | 8  | 6  | 16 | 25 | 49 | −24  |                                                          |
| 15   | S. C. D. Durango (D)         | 21   | 30 | 7  | 7  | 16 | 37 | 54 | −17  | Descenso a Categoría Regional                            |
| 16   | S. D. Izarra (D)             | 19   | 30 | 5  | 9  | 16 | 37 | 64 | −27  | Descenso a Categoría Regional                            |

 Fuente: Fútbol Regional

### Grupo IV
| Pos. | Equipo                      | Pts. | PJ | G  | E | P  | GF | GC | Dif. | Clasificación                                            |
| ---- | --------------------------- | ---- | -- | -- | - | -- | -- | -- | ---- | -------------------------------------------------------- |
| 1    | S. D. Eibar                 | 49   | 32 | 22 | 5 | 5  | 80 | 26 | +54  | Acceso a Promoción de ascenso para campeones de grupo    |
| 2    | C. D. Logroñés              | 46   | 32 | 22 | 2 | 8  | 72 | 39 | +33  | Acceso a Promoción de ascenso para subcampeones de grupo |
| 3    | C. D. Vergara               | 38   | 32 | 16 | 6 | 10 | 74 | 58 | +16  |                                                          |
| 4    | Real Unión de Irún          | 37   | 32 | 16 | 5 | 11 | 72 | 41 | +31  |                                                          |
| 5    | S. D. Beasain               | 37   | 32 | 16 | 5 | 11 | 57 | 57 | 0    |                                                          |
| 6    | C. D. Mirandés              | 36   | 32 | 15 | 6 | 11 | 65 | 56 | +9   |                                                          |
| 7    | C. D. Alfaro                | 35   | 32 | 13 | 9 | 10 | 53 | 44 | +9   |                                                          |
| 8    | C. D. Iruña                 | 33   | 32 | 13 | 7 | 12 | 60 | 61 | −1   |                                                          |
| 9    | Villafranca U. C.           | 31   | 32 | 14 | 3 | 15 | 58 | 76 | −18  |                                                          |
| 10   | S. D. Euskalduna            | 30   | 32 | 14 | 2 | 16 | 66 | 51 | +15  |                                                          |
| 11   | Tolosa C. F.                | 29   | 32 | 11 | 7 | 14 | 48 | 60 | −12  |                                                          |
| 12   | C. D. Touring               | 28   | 32 | 11 | 6 | 15 | 61 | 56 | +5   |                                                          |
| 13   | C. D. Azcoyen               | 27   | 32 | 12 | 3 | 17 | 44 | 61 | −17  | Acceso a Promoción de permanencia                        |
| 14   | C. D. Vitoria               | 25   | 32 | 9  | 7 | 16 | 40 | 66 | −26  | Acceso a Promoción de permanencia                        |
| 15   | C. D. Calahorra             | 22   | 32 | 7  | 8 | 17 | 38 | 71 | −33  | Descenso a Categoría Regional                            |
| 16   | C. D. Recreación de Logroño | 21   | 32 | 9  | 3 | 20 | 38 | 69 | −31  | Descenso a Categoría Regional                            |
| 17   | C. D. Elgóibar              | 20   | 32 | 8  | 4 | 20 | 40 | 74 | −34  | Descenso a Categoría Regional                            |

 Fuente: Fútbol Regional

### Grupo V
| Pos. | Equipo                      | Pts. | PJ | G  | E | P  | GF | GC  | Dif. | Clasificación                                            |
| ---- | --------------------------- | ---- | -- | -- | - | -- | -- | --- | ---- | -------------------------------------------------------- |
| 1    | C. D. Numancia              | 50   | 30 | 21 | 8 | 1  | 72 | 20  | +52  | Acceso a Promoción de ascenso para campeones de grupo    |
| 2    | Juventud C. F.              | 45   | 30 | 20 | 5 | 5  | 95 | 37  | +58  | Acceso a Promoción de ascenso para subcampeones de grupo |
| 3    | U. D. Amistad               | 44   | 30 | 20 | 4 | 6  | 67 | 31  | +36  |                                                          |
| 4    | C. D. Calvo Sotelo Andorra  | 42   | 30 | 19 | 4 | 7  | 66 | 35  | +31  |                                                          |
| 5    | Alcañiz C. F.               | 33   | 30 | 13 | 7 | 10 | 43 | 37  | +6   |                                                          |
| 6    | U. D. Barbastro             | 31   | 30 | 12 | 7 | 11 | 56 | 43  | +13  |                                                          |
| 7    | A. C. D. Tarazona           | 31   | 30 | 12 | 7 | 11 | 65 | 50  | +15  |                                                          |
| 8    | C. D. Ejea                  | 29   | 30 | 12 | 5 | 13 | 61 | 58  | +3   |                                                          |
| 9    | Atlético de Monzón          | 28   | 30 | 13 | 2 | 15 | 58 | 65  | −7   |                                                          |
| 10   | Arenas S. D.                | 26   | 30 | 11 | 4 | 15 | 42 | 46  | −4   |                                                          |
| 11   | S. D. Huesca                | 25   | 30 | 9  | 7 | 14 | 40 | 61  | −21  |                                                          |
| 12   | C. D. Teruel                | 25   | 30 | 10 | 5 | 15 | 45 | 62  | −17  |                                                          |
| 13   | C. D. Caspe                 | 25   | 30 | 9  | 7 | 14 | 34 | 48  | −14  |                                                          |
| 14   | C. D. Mequinenza            | 22   | 30 | 9  | 4 | 17 | 41 | 71  | −30  |                                                          |
| 15   | A. D. Sabiñánigo            | 19   | 30 | 5  | 9 | 16 | 44 | 74  | −30  |                                                          |
| 16   | Atlético Delicias C. F. (D) | 5    | 30 | 0  | 5 | 25 | 20 | 111 | −91  | Descenso a Categoría Regional                            |

 Fuente: Fútbol Regional
Notas:
1. ↑  El Juventud C. F. desapareció al finalizar la temporada.

### Grupo VI
| Pos. | Equipo               | Pts. | PJ | G  | E | P  | GF | GC | Dif. | Clasificación                                            |
| ---- | -------------------- | ---- | -- | -- | - | -- | -- | -- | ---- | -------------------------------------------------------- |
| 1    | C. D. Tarrasa        | 43   | 32 | 17 | 9 | 6  | 57 | 34 | +23  | Acceso a Promoción de ascenso para campeones de grupo    |
| 2    | Gerona C. F.         | 42   | 32 | 17 | 8 | 7  | 92 | 52 | +40  | Acceso a Promoción de ascenso para subcampeones de grupo |
| 3    | U. E. Figueras       | 41   | 32 | 17 | 7 | 8  | 59 | 48 | +11  |                                                          |
| 4    | C. D. Fabra y Coats  | 40   | 32 | 16 | 8 | 8  | 68 | 46 | +22  |                                                          |
| 5    | C. D. Mataró         | 39   | 32 | 15 | 9 | 8  | 73 | 52 | +21  |                                                          |
| 6    | C. F. Badalona       | 38   | 32 | 18 | 2 | 12 | 78 | 50 | +28  |                                                          |
| 7    | C. D. Manresa        | 37   | 32 | 16 | 5 | 11 | 64 | 48 | +16  |                                                          |
| 8    | C. D. Puigreig       | 33   | 32 | 14 | 5 | 13 | 55 | 70 | −15  |                                                          |
| 9    | C. D. Granollers     | 32   | 32 | 15 | 2 | 15 | 62 | 68 | −6   |                                                          |
| 10   | C. D. San Andrés     | 31   | 32 | 11 | 9 | 12 | 39 | 50 | −11  |                                                          |
| 11   | Guixols C. F.        | 30   | 32 | 11 | 8 | 13 | 62 | 54 | +8   |                                                          |
| 12   | U. D. A. Gramanet    | 27   | 32 | 10 | 7 | 15 | 60 | 70 | −10  |                                                          |
| 13   | A. D. C. Manlleu (D) | 25   | 32 | 9  | 7 | 16 | 50 | 79 | −29  | Descenso a Categoría Regional                            |
| 14   | U. D. Artiguense     | 25   | 32 | 8  | 9 | 15 | 45 | 65 | −20  |                                                          |
| 15   | U. D. Olot (D)       | 22   | 32 | 8  | 6 | 18 | 52 | 73 | −21  | Descenso a Categoría Regional                            |
| 16   | C. D. San Celoni (D) | 20   | 32 | 8  | 4 | 20 | 40 | 66 | −26  | Descenso a Categoría Regional                            |
| 17   | C. D. Moncada (D)    | 19   | 32 | 7  | 5 | 20 | 47 | 78 | −31  | Descenso a Categoría Regional                            |

 Fuente: Fútbol Regional
Notas:
1. ↑  La A. D. C. Manlleu renunció a su plaza para la siguiente temporada.

### Grupo VII
| Pos. | Equipo                  | Pts. | PJ | G  | E  | P  | GF | GC | Dif. | Clasificación                                            |
| ---- | ----------------------- | ---- | -- | -- | -- | -- | -- | -- | ---- | -------------------------------------------------------- |
| 1    | C. D. Europa            | 46   | 30 | 21 | 4  | 5  | 76 | 30 | +46  | Acceso a Promoción de ascenso para campeones de grupo    |
| 2    | C. D. Condal            | 41   | 30 | 17 | 7  | 6  | 86 | 54 | +32  | Acceso a Promoción de ascenso para subcampeones de grupo |
| 3    | Gimnástico de Tarragona | 41   | 30 | 17 | 7  | 6  | 74 | 39 | +35  |                                                          |
| 4    | C. F. Reus Deportivo    | 38   | 30 | 16 | 6  | 8  | 78 | 46 | +32  |                                                          |
| 5    | C. D. Hospitalet        | 35   | 30 | 13 | 9  | 8  | 56 | 42 | +14  |                                                          |
| 6    | U. D. Lérida            | 35   | 30 | 14 | 7  | 9  | 57 | 39 | +18  |                                                          |
| 7    | Atlético Iberia         | 32   | 30 | 11 | 10 | 9  | 44 | 47 | −3   |                                                          |
| 8    | C. F. Igualada          | 29   | 30 | 12 | 5  | 13 | 46 | 62 | −16  |                                                          |
| 9    | C. F. Villanueva        | 28   | 30 | 12 | 4  | 14 | 59 | 65 | −6   |                                                          |
| 10   | U. D. Sans              | 27   | 30 | 10 | 7  | 13 | 55 | 56 | −1   |                                                          |
| 11   | C. D. Tortosa           | 26   | 30 | 11 | 4  | 15 | 49 | 55 | −6   |                                                          |
| 12   | C. F. Balaguer          | 26   | 30 | 11 | 4  | 15 | 41 | 57 | −16  |                                                          |
| 13   | U. D. San Martín        | 22   | 30 | 8  | 6  | 16 | 49 | 74 | −25  |                                                          |
| 14   | C. D. Júpiter (D)       | 22   | 30 | 7  | 8  | 15 | 42 | 65 | −23  |                                                          |
| 15   | U. D. Rapitense (D)     | 20   | 30 | 8  | 4  | 18 | 45 | 81 | −36  | Descenso a Categoría Regional                            |
| 16   | C. F. Gavá (D)          | 9    | 30 | 4  | 4  | 22 | 45 | 90 | −45  | Descenso a Categoría Regional                            |

 Fuente: Fútbol Regional

### Grupo VIII

#### Mallorca
| Pos. | Equipo                  | Pts. | PJ | G  | E | P  | GF | GC | Dif. | Clasificación                 |
| ---- | ----------------------- | ---- | -- | -- | - | -- | -- | -- | ---- | ----------------------------- |
| 1    | C. D. Constancia        | 32   | 20 | 16 | 0 | 4  | 61 | 12 | +49  | Acceso a Grupo VIII Final     |
| 2    | S. D. Ibiza             | 31   | 20 | 14 | 3 | 3  | 54 | 18 | +36  | Acceso a Grupo VIII Final     |
| 3    | C. D. Manacor           | 29   | 20 | 13 | 3 | 4  | 48 | 22 | +26  | Acceso a Grupo VIII Final     |
| 4    | C. D. Soledad           | 21   | 20 | 10 | 1 | 9  | 40 | 24 | +16  | Acceso a Grupo VIII Final     |
| 5    | C. D. Juventud Sallista | 20   | 20 | 8  | 4 | 8  | 37 | 36 | +1   |                               |
| 6    | C. D. Escolar (D)       | 18   | 20 | 8  | 2 | 10 | 29 | 48 | −19  | Descenso a Categoría Regional |
| 7    | C. D. Alaró (D)         | 16   | 20 | 7  | 2 | 11 | 25 | 38 | −13  | Descenso a Categoría Regional |
| 8    | C. D. Felanich          | 16   | 20 | 7  | 2 | 11 | 28 | 40 | −12  |                               |
| 9    | U. D. Poblense (D)      | 13   | 20 | 5  | 3 | 12 | 21 | 51 | −30  | Descenso a Categoría Regional |
| 10   | U. D. Andraitx (D)      | 12   | 20 | 5  | 2 | 13 | 21 | 48 | −27  | Descenso a Categoría Regional |
| 11   | C. F. Pollensa (D)      | 12   | 20 | 4  | 4 | 12 | 25 | 52 | −27  | Descenso a Categoría Regional |

 Fuente: Fútbol Regional
Notas:
1. ↑  El C. D. Alaró y el C. D. Escolar renunciaros a sus plazas para la siguiente temporada.

#### Menorca
| Pos. | Equipo                   | Pts. | PJ | G | E | P  | GF | GC | Dif. | Clasificación             |
| ---- | ------------------------ | ---- | -- | - | - | -- | -- | -- | ---- | ------------------------- |
| 1    | C. D. Menorca            | 18   | 12 | 8 | 2 | 2  | 36 | 15 | +21  | Acceso a Grupo VIII Final |
| 2    | C. D. Atlético Ciudadela | 15   | 12 | 7 | 1 | 4  | 21 | 21 | 0    | Acceso a Grupo VIII Final |
| 3    | U. D. Mahón              | 14   | 12 | 6 | 2 | 4  | 29 | 20 | +9   |                           |
| 4    | C. D. Alayor             | 1    | 12 | 0 | 1 | 11 | 9  | 39 | −30  |                           |

 Fuente: Fútbol Regional

#### Final
| Pos. | Equipo                   | Pts. | PJ | G | E | P | GF | GC | Dif. | Clasificación                                            |
| ---- | ------------------------ | ---- | -- | - | - | - | -- | -- | ---- | -------------------------------------------------------- |
| 1    | C. D. Constancia         | 17   | 10 | 8 | 1 | 1 | 18 | 7  | +11  | Acceso a Promoción de ascenso para campeones de grupo    |
| 2    | C. D. Menorca            | 12   | 10 | 4 | 4 | 2 | 19 | 16 | +3   | Acceso a Promoción de ascenso para subcampeones de grupo |
| 3    | C. D. Soledad            | 10   | 10 | 4 | 2 | 4 | 14 | 15 | −1   |                                                          |
| 4    | C. D. Manacor            | 10   | 10 | 4 | 2 | 4 | 16 | 11 | +5   |                                                          |
| 5    | S. D. Ibiza              | 8    | 10 | 3 | 2 | 5 | 16 | 17 | −1   |                                                          |
| 6    | C. D. Atlético Ciudadela | 3    | 10 | 1 | 1 | 8 | 11 | 28 | −17  |                                                          |

 Fuente: Fútbol Regional

### Grupo IX
| Pos. | Equipo                   | Pts. | PJ | G  | E | P  | GF | GC | Dif. | Clasificación                                            |
| ---- | ------------------------ | ---- | -- | -- | - | -- | -- | -- | ---- | -------------------------------------------------------- |
| 1    | C. F. Gandía             | 46   | 30 | 20 | 6 | 4  | 75 | 42 | +33  | Acceso a Promoción de ascenso para campeones de grupo    |
| 2    | C. D. Alcoyano           | 38   | 30 | 16 | 6 | 8  | 59 | 41 | +18  | Acceso a Promoción de ascenso para subcampeones de grupo |
| 3    | C. D. Castellón          | 37   | 30 | 15 | 7 | 8  | 68 | 35 | +33  |                                                          |
| 4    | U. D. Tabernes           | 32   | 30 | 14 | 4 | 12 | 58 | 63 | −5   |                                                          |
| 5    | C. D. Olímpico de Játiva | 31   | 30 | 13 | 5 | 12 | 59 | 56 | +3   |                                                          |
| 6    | U. D. Oliva              | 31   | 30 | 12 | 7 | 11 | 49 | 50 | −1   |                                                          |
| 7    | Onteniente C. F.         | 30   | 30 | 12 | 6 | 12 | 57 | 45 | +12  |                                                          |
| 8    | C. D. Acero              | 29   | 30 | 12 | 5 | 13 | 58 | 66 | −8   |                                                          |
| 9    | S. D. Sueca              | 29   | 30 | 12 | 5 | 13 | 58 | 58 | 0    |                                                          |
| 10   | Atlético Saguntino       | 29   | 30 | 12 | 5 | 13 | 54 | 53 | +1   |                                                          |
| 11   | C. D. Onda               | 27   | 30 | 12 | 6 | 12 | 47 | 49 | −2   |                                                          |
| 12   | C. F. Cullera            | 26   | 30 | 11 | 4 | 15 | 49 | 61 | −12  |                                                          |
| 13   | U. D. Alcira             | 25   | 30 | 9  | 7 | 14 | 39 | 54 | −15  |                                                          |
| 14   | U. D. Canals             | 25   | 30 | 8  | 9 | 13 | 53 | 66 | −13  |                                                          |
| 15   | Pego C. F. (D)           | 24   | 30 | 8  | 8 | 14 | 40 | 54 | −14  | Descenso a Categoría Regional                            |
| 16   | C. D. Portuarios (D)     | 18   | 30 | 6  | 6 | 18 | 46 | 76 | −30  | Descenso a Categoría Regional                            |

 Fuente: Fútbol Regional

### Grupo X
| Pos. | Equipo                       | Pts. | PJ | G  | E | P  | GF | GC | Dif. | Clasificación                                            |
| ---- | ---------------------------- | ---- | -- | -- | - | -- | -- | -- | ---- | -------------------------------------------------------- |
| 1    | C. D. Eldense                | 48   | 30 | 22 | 4 | 4  | 81 | 24 | +57  | Acceso a Promoción de ascenso para campeones de grupo    |
| 2    | Imperial C. F.               | 44   | 30 | 19 | 6 | 5  | 77 | 37 | +40  | Acceso a Promoción de ascenso para subcampeones de grupo |
| 3    | C. D. Lorca                  | 41   | 30 | 17 | 7 | 6  | 80 | 31 | +49  |                                                          |
| 4    | C. D. Abarán                 | 37   | 30 | 14 | 9 | 7  | 67 | 36 | +31  |                                                          |
| 5    | Orihuela Deportiva C. F.     | 35   | 30 | 16 | 3 | 11 | 50 | 37 | +13  |                                                          |
| 6    | Alicante C. F.               | 33   | 30 | 14 | 5 | 11 | 59 | 48 | +11  |                                                          |
| 7    | Crevillente Industrial C. F. | 33   | 30 | 13 | 7 | 10 | 56 | 65 | −9   |                                                          |
| 8    | S. D. Almansa                | 30   | 30 | 13 | 4 | 13 | 72 | 67 | +5   |                                                          |
| 9    | Cieza C. F.                  | 27   | 30 | 12 | 3 | 15 | 53 | 59 | −6   |                                                          |
| 10   | Águilas C. F.                | 27   | 30 | 12 | 3 | 15 | 57 | 79 | −22  |                                                          |
| 11   | C. D. Almoradí               | 25   | 30 | 11 | 3 | 16 | 46 | 61 | −15  |                                                          |
| 12   | Rayo Ibense C. F.            | 24   | 30 | 9  | 6 | 15 | 52 | 69 | −17  |                                                          |
| 13   | Madrigueras C. F.            | 23   | 30 | 10 | 3 | 17 | 43 | 60 | −17  |                                                          |
| 14   | Monóvar C. D.                | 21   | 30 | 8  | 5 | 17 | 38 | 79 | −41  |                                                          |
| 15   | Novelda C. F. (D)            | 17   | 30 | 6  | 5 | 19 | 33 | 69 | −36  | Descenso a Categoría Regional                            |
| 16   | Callosa Deportiva C. F. (D)  | 15   | 30 | 4  | 7 | 19 | 39 | 82 | −43  | Descenso a Categoría Regional                            |

 Fuente: Fútbol Regional

### Grupo XI
| Pos. | Equipo                      | Pts. | PJ | G  | E | P  | GF | GC | Dif. | Clasificación                                            |
| ---- | --------------------------- | ---- | -- | -- | - | -- | -- | -- | ---- | -------------------------------------------------------- |
| 1    | Algeciras C. F.             | 49   | 30 | 22 | 5 | 3  | 69 | 20 | +49  | Acceso a Promoción de ascenso para campeones de grupo    |
| 2    | Melilla C. F.               | 45   | 30 | 19 | 7 | 4  | 62 | 15 | +47  | Acceso a Promoción de ascenso para subcampeones de grupo |
| 3    | R. B. Linense               | 39   | 30 | 16 | 7 | 7  | 58 | 40 | +18  |                                                          |
| 4    | Atlético Malagueño          | 38   | 30 | 16 | 6 | 8  | 60 | 35 | +25  |                                                          |
| 5    | C. D. Hispania              | 38   | 30 | 16 | 6 | 8  | 60 | 42 | +18  |                                                          |
| 6    | C. D. Linares               | 33   | 30 | 14 | 5 | 11 | 48 | 44 | +4   |                                                          |
| 7    | C. D. Antequerano           | 33   | 30 | 14 | 5 | 11 | 50 | 45 | +5   |                                                          |
| 8    | C. D. Veleño E. D.          | 29   | 30 | 13 | 3 | 14 | 45 | 45 | 0    |                                                          |
| 9    | Adra C. F.                  | 27   | 30 | 11 | 5 | 14 | 35 | 44 | −9   |                                                          |
| 10   | C. D. Iliturgi              | 26   | 30 | 12 | 2 | 16 | 47 | 54 | −7   |                                                          |
| 11   | C. D. Ronda                 | 23   | 30 | 9  | 5 | 16 | 38 | 54 | −16  |                                                          |
| 12   | Peñarroya-Pueblonuevo C. F. | 23   | 30 | 11 | 1 | 18 | 52 | 80 | −28  |                                                          |
| 13   | C. D. Alhaurino             | 21   | 30 | 9  | 3 | 18 | 39 | 75 | −36  |                                                          |
| 14   | Recreativo Granada          | 19   | 30 | 7  | 5 | 18 | 43 | 61 | −18  |                                                          |
| 15   | Atlético Cordobés           | 15   | 30 | 5  | 5 | 20 | 43 | 79 | −36  |                                                          |

 Fuente: Fútbol Regional

### Grupo XII
| Pos. | Equipo                                | Pts. | PJ | G  | E | P  | GF  | GC | Dif. | Clasificación                                            |
| ---- | ------------------------------------- | ---- | -- | -- | - | -- | --- | -- | ---- | -------------------------------------------------------- |
| 1    | Sevilla Atlético                      | 50   | 30 | 23 | 4 | 3  | 102 | 21 | +81  | Acceso a Promoción de ascenso para campeones de grupo    |
| 2    | Jerez C. D.                           | 48   | 30 | 22 | 4 | 4  | 69  | 17 | +52  | Acceso a Promoción de ascenso para subcampeones de grupo |
| 3    | Jerez Industrial C. F.                | 48   | 30 | 23 | 2 | 5  | 74  | 33 | +41  |                                                          |
| 4    | C. D. Kimber-Utrera                   | 39   | 30 | 17 | 5 | 8  | 60  | 40 | +20  |                                                          |
| 5    | Balón de Cádiz C. F.                  | 30   | 30 | 11 | 8 | 11 | 51  | 43 | +8   |                                                          |
| 6    | Riotinto Balompié                     | 30   | 30 | 11 | 8 | 11 | 46  | 47 | −1   |                                                          |
| 7    | Puerto Real C. F.                     | 28   | 30 | 12 | 4 | 14 | 39  | 49 | −10  |                                                          |
| 8    | S. D. Olímpica Valverdeña (D)         | 28   | 30 | 12 | 4 | 14 | 45  | 53 | −8   | Descenso a Categoría Regional                            |
| 9    | Recreatovo Portuense                  | 28   | 30 | 13 | 2 | 15 | 42  | 48 | −6   |                                                          |
| 10   | La Palma C. F.                        | 28   | 30 | 12 | 4 | 14 | 37  | 47 | −10  |                                                          |
| 11   | Ayamonte C. F.                        | 26   | 30 | 11 | 4 | 15 | 48  | 50 | −2   |                                                          |
| 12   | C. D. Riffien Jaddú                   | 24   | 30 | 8  | 8 | 14 | 36  | 53 | −17  |                                                          |
| 13   | Coria C. F.                           | 23   | 30 | 9  | 5 | 16 | 46  | 59 | −13  |                                                          |
| 14   | Barbate C. F.                         | 22   | 30 | 9  | 4 | 17 | 27  | 69 | −42  |                                                          |
| 15   | Bollullos C. F.                       | 15   | 30 | 6  | 3 | 21 | 29  | 75 | −46  |                                                          |
| 16   | C. D. Victoria Puerto Santa María (D) | 13   | 30 | 6  | 1 | 23 | 37  | 84 | −47  | Descenso a Categoría Regional                            |

 Fuente: Fútbol Regional
Notas:
1. ↑  La S. D. Olímpica Valverdeña renunció a su plaza para la siguiente temporada.

### Grupo XIII
| Pos. | Equipo                              | Pts. | PJ | G  | E | P  | GF | GC | Dif. | Clasificación                                            |
| ---- | ----------------------------------- | ---- | -- | -- | - | -- | -- | -- | ---- | -------------------------------------------------------- |
| 1    | C. D. Béjar Industrial              | 43   | 30 | 20 | 3 | 7  | 72 | 31 | +41  | Acceso a Promoción de ascenso para campeones de grupo    |
| 2    | Recreativo Europa Delicias          | 43   | 30 | 18 | 7 | 5  | 62 | 34 | +28  | Acceso a Promoción de ascenso para subcampeones de grupo |
| 3    | C. D. Cacereño                      | 42   | 30 | 18 | 6 | 6  | 66 | 36 | +30  |                                                          |
| 4    | Palencia C. F.                      | 40   | 30 | 18 | 4 | 8  | 81 | 30 | +51  |                                                          |
| 5    | S. D. Ponferradina                  | 37   | 30 | 17 | 3 | 10 | 66 | 36 | +30  |                                                          |
| 6    | S. D. Hullera Vasco-Leonesa         | 35   | 30 | 16 | 3 | 11 | 65 | 51 | +14  |                                                          |
| 7    | C. D. Salmantino                    | 29   | 30 | 11 | 7 | 12 | 50 | 52 | −2   |                                                          |
| 8    | C. D. Plasencia                     | 26   | 30 | 12 | 2 | 16 | 48 | 55 | −7   |                                                          |
| 9    | C. D. Astorga                       | 25   | 30 | 11 | 3 | 16 | 37 | 52 | −15  |                                                          |
| 10   | C. D. Juventud del Círculo Católico | 25   | 30 | 10 | 5 | 15 | 45 | 57 | −12  |                                                          |
| 11   | S. D. Gimnástica Arandina           | 25   | 30 | 10 | 5 | 15 | 33 | 54 | −21  |                                                          |
| 12   | Ciudad Rodrigo C. F.                | 24   | 30 | 9  | 6 | 15 | 51 | 72 | −21  |                                                          |
| 13   | C. D. San Pedro de Ponferrada       | 24   | 30 | 10 | 4 | 16 | 45 | 68 | −23  |                                                          |
| 14   | C. D. Peñaranda de Bracamonte       | 23   | 30 | 10 | 3 | 17 | 43 | 67 | −24  |                                                          |
| 15   | Atlético Zamora (D)                 | 21   | 30 | 7  | 7 | 16 | 37 | 63 | −26  | Descenso a Categoría Regional                            |
| 16   | C. F. Júpiter Leonés (D)            | 18   | 30 | 6  | 6 | 18 | 25 | 58 | −33  | Descenso a Categoría Regional                            |

 Fuente: Fútbol Regional

### Grupo XIV
| Pos. | Equipo                         | Pts. | PJ | G  | E  | P  | GF | GC | Dif. | Clasificación                                            |
| ---- | ------------------------------ | ---- | -- | -- | -- | -- | -- | -- | ---- | -------------------------------------------------------- |
| 1    | C. F. Calvo Sotelo             | 50   | 30 | 23 | 4  | 3  | 85 | 27 | +58  | Acceso a Promoción de ascenso para campeones de grupo    |
| 2    | C. D. Manchego                 | 48   | 30 | 21 | 6  | 3  | 71 | 21 | +50  | Acceso a Promoción de ascenso para subcampeones de grupo |
| 3    | A. D. Rayo Vallecano           | 45   | 30 | 20 | 5  | 5  | 53 | 20 | +33  |                                                          |
| 4    | C. F. Extremadura              | 36   | 30 | 15 | 6  | 9  | 56 | 41 | +15  |                                                          |
| 5    | Getafe Deportivo               | 30   | 30 | 13 | 4  | 13 | 50 | 55 | −5   |                                                          |
| 6    | C. D. Carabanchel              | 30   | 30 | 10 | 10 | 10 | 43 | 43 | 0    |                                                          |
| 7    | Aranjuez C. F.                 | 29   | 30 | 13 | 3  | 14 | 42 | 43 | −1   |                                                          |
| 8    | Tomelloso C. F.                | 28   | 30 | 12 | 4  | 14 | 44 | 56 | −12  |                                                          |
| 9    | Alcázar C. F.                  | 28   | 30 | 12 | 4  | 14 | 33 | 43 | −10  |                                                          |
| 10   | R. S. D. Alcalá                | 27   | 30 | 11 | 5  | 14 | 40 | 53 | −13  |                                                          |
| 11   | Madrileño C. F.                | 26   | 30 | 10 | 6  | 14 | 46 | 49 | −3   |                                                          |
| 12   | C. D. Badajoz                  | 26   | 30 | 10 | 6  | 14 | 49 | 49 | 0    |                                                          |
| 13   | C. D. Don Benito (D)           | 26   | 30 | 10 | 6  | 14 | 39 | 57 | −18  | Descenso a Categoría Regional                            |
| 14   | C. D. Guadalajara (D)          | 22   | 30 | 7  | 8  | 15 | 30 | 57 | −27  | Descenso a Categoría Regional                            |
| 15   | C. D. Toledo (D)               | 18   | 30 | 6  | 6  | 18 | 33 | 54 | −21  | Descenso a Categoría Regional                            |
| 16   | S. R. Boetticher y Navarro (D) | 11   | 30 | 3  | 5  | 22 | 22 | 68 | −46  | Descenso a Categoría Regional                            |

 Fuente: Fútbol Regional

## Fase y Promoción de ascenso a Segunda División

### Equipos clasificados
Los siguientes equipos se clasificaron para la fase (campeones) y la promoción (subcampeones) de ascenso a Segunda División:
En negrita se indican los equipos que ascendieron a Segunda División.
| Grupo I        | Grupo II          | Grupo III                    | Grupo IV       | Grupo V        |
| -------------- | ----------------- | ---------------------------- | -------------- | -------------- |
| 1º CD Lugo     | 1º UP Langreo     | 1º Gimnástica de Torrelavega | 1º SD Eibar    | 1º CD Numancia |
| 2º Club Ferrol | 2º Real Avilés CF | 2º CD Galdácano              | 2º CD Logroñés | 2º Juventud CF |

| Grupo VI      | Grupo VII    | Grupo VIII       | Grupo IX       | Grupo X        |
| ------------- | ------------ | ---------------- | -------------- | -------------- |
| 1º CD Tarrasa | 1º CD Europa | 1º CD Constancia | 1º CF Gandía   | 1º CD Eldense  |
| 2º Gerona CF  | 2º CD Condal | 2º CD Menorca    | 2º CD Alcoyano | 2º Imperial CF |

| Grupo XI        | Grupo XII           | Grupo XIII                    | Grupo XIV          |
| --------------- | ------------------- | ----------------------------- | ------------------ |
| 1º Algeciras CF | 1º Sevilla Atlético | 1º CD Béjar Industrial        | 1º CF Calvo Sotelo |
| 2º Melilla CF   | 2º Jerez CD         | 2º Recreativo Europa Delicias | 2º CD Manchego     |

|  | Clasificado para la Promoción de campeones de grupo ( si obtuvo el ascenso)                          |
|  | Clasificado para la Promoción de subcampeones de grupo y de segunda división ( si obtuvo el ascenso) |

### Equipos ascendidos
Los siguientes equipos ascendieron a Segunda División:
| - Club Deportivo Constancia | - Club Deportivo Eldense | - Unión Popular de Langreo | - Melilla Club de Fútbol | - Sevilla Atlético Club |